# Скулптура на Боян Мага
Скулптурата на Боян Мага е монументално произведение на изкуството, разположено в Зоната за обществен достъп на морското пристанище в Бургас.
Скулптурата представлява пластика на човешка фигура, опасана с вериги и имащ две лица: едното човешко, а другото – вълче. В основата на скулптурата са изписани масонски символи, които довеждат до сериозни и противоречиви дискусии в Бургаското обществено пространство. Около четириметровата скулптура е на Боян Мага, син на цар Симеон I, който е сочен от някои среди за един от създателите на богомилството и духовното им учение. Доцент Веселина Вачкова обяснява защо Мага е изобразен гол до кръста и е обвит с медни вериги. Според историчката това е задължителния вид на българските дипломати от онова време. В този си вид Боян Мага е правил дипломатически посещения във Византион и Ватикана.
Според някои бургазлии скулптурата със своята необичайност и провокативност, кара човек да се заинтересува от това кой е Боян Мага, какъв е бил животът му и така да научи, че назоваването „маг“ означава мъдрец, а не магьосник.
Скулпторът, автор на проекта Георги Антонов, премахва сам масонските символи (ъгъл и пергел) защото „обществото явно не е готово“. Една от политическите партии сравняват символите като „такива, които са използвани в сатанистки ритуали“. Самата скулптура е определена като отблъскваща и призовават тя да се премахне, в противен случай обещават да предприемат действия в посока отстраняването и. Представители на ПП „Възраждане“ покриват статуята на Боян Мага с найлон, защото „паметникът не кореспондира нито с истината, нито с историята, нито с християнските ценности в България. Впоследствие е премахнат бюста на композицията, като авторът съобщава, че не е решил кога тя ще бъде върната отново на мястото си. „Може да я върна отново на мястото ѝ – Мага имал дарбата да изчезва и отново да се появява“, заявява в свое изявление Георги Андонов.
В становище на БПЦ, изразено от местният архиерей, Сливенския митрополит Йоаникий, за Боян Магът се казва, че „не е личност с национална, регионална или местна историческа значимост, а напротив – той е фигура от родната ни история с оскъдна, неясна биография, противоречив живот и съмнително достойнство. Той е символ на антидържавното, антиправославното и антицърковното мислене“. В представянето на това становище скулптурата е окачествена като една „страховита скулптура“.

## Забележка
За обществеността в Бургас скулптурата просто се „появява“ – без да е минала през изискваните по общинските правила процедури. Оказва се обаче, че скулптурата попада на територията на „Пристанищна инфраструктура“. От тази институция поясняват, че авторът има тяхното разрешение, и че не за първи път са одобрявали нестандартни произведения на изкуството.